# Simon Mach

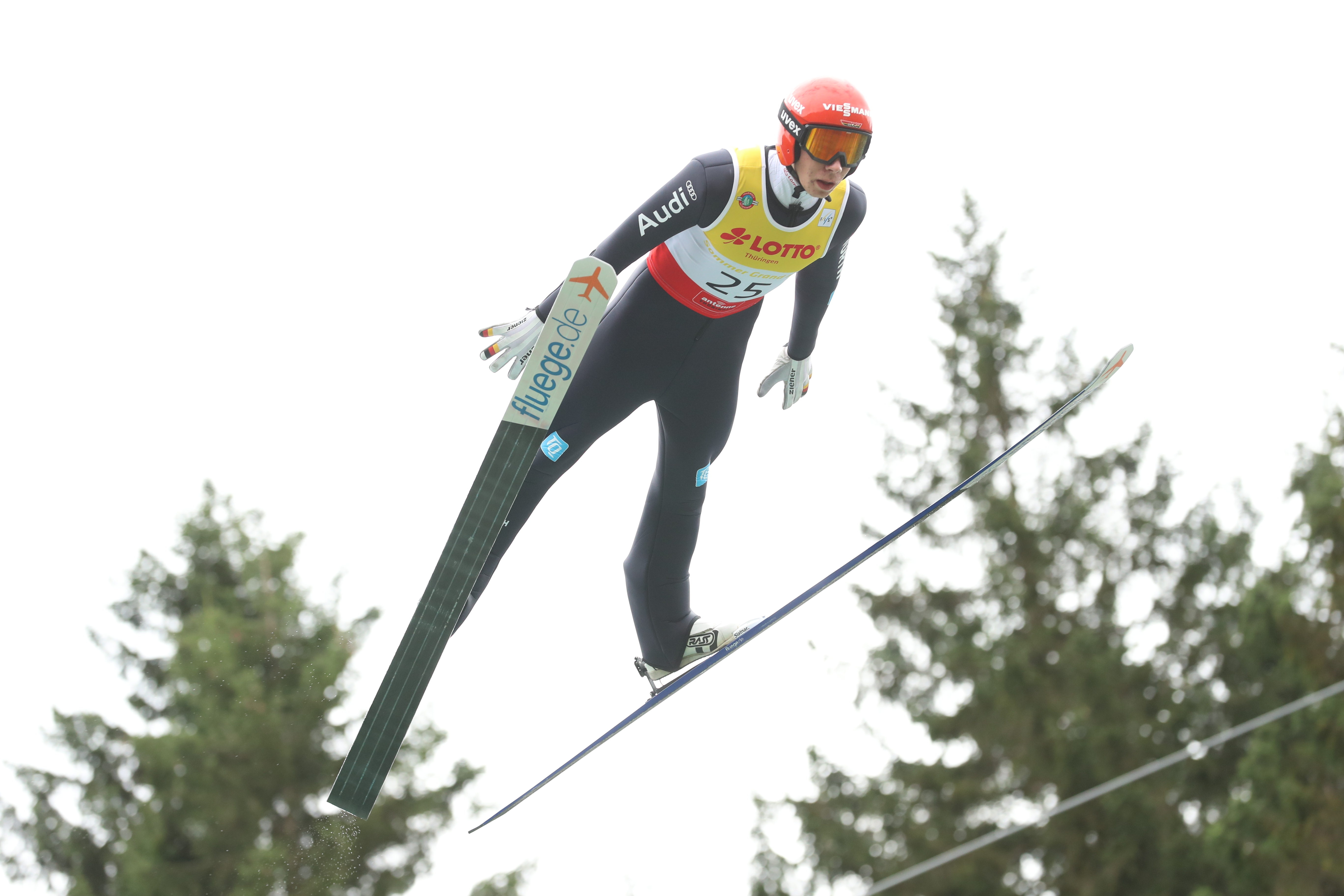
Simon Mach beim Sommer Grand Prix 2021 in Oberhof

Simon Mach (* 20. Oktober 2002) ist ein deutscher Nordischer Kombinierer.

## Werdegang
Mach, der für den TSV Buchenberg startet, begann zunächst mit dem Langlauf. Nachdem sein älterer Bruder David das Skisprungtraining aufgenommen hatte, folgte ihm Simon nach. Sein internationales Debüt gab Mach bei den Nordischen Skispiele der OPA 2017 in Hinterzarten, als er den Schülerwettkampf auf dem elften Rang abschloss. In den folgenden Jahren trat Mach regelmäßig im Alpencup an, in dem er im Dezember 2018 in Villach erstmals die Punkteränge erreichte. Bei den Nordischen Skispielen der OPA 2019 in Kandersteg wurde Mach im Juniorenrennen Achter. Im Oktober 2019 nahm Mach erstmals an den deutschen Meisterschaften der Herren teil. Bei den Wettkämpfen in Klingenthal und Johanngeorgenstadt belegte er den neunten Platz unter den Junioren, Rang 23 bei den Herren sowie den elften Platz im Teamsprint. 
Im darauffolgenden Jahr fanden die deutschen Meisterschaften in Oberstdorf statt, wo Mach zu diesem Zeitpunkt wohnhaft war. Auf heimischen Terrain wurde er Fünfter bei den Junioren-Meisterschaften sowie 22. bei den Herren und 14. im Teamsprint. Beim Alpencup-Rennen Mitte Dezember 2020 in Seefeld in Tirol lief Mach zum ersten Mal auf das Podest bei einem internationalen Wettkampf. Daraufhin gab Mach am 15. Januar 2021 in Klingenthal als Teil der nationalen Gruppe sein Debüt im Continental Cup, dem Unterbau zum Weltcup. Nachdem er in Klingenthal die Punkteränge noch verpasst hatte, gewann er Anfang Februar in Lahti seine ersten beiden Punkte. Wenige Tage später nahm er an den Nordischen Junioren-Skiweltmeisterschaften in Lahti teil und erreichte dabei den 25. Platz im Gundersen Einzel. Zum Saisonabschluss Mitte März wurde Mach im französischen Prémanon hinter Stefan Rettenegger Zweiter im Alpencup. In der Alpencup-Gesamtwertung nahm er den vierten Platz ein.
Am 28. August 2021 debütierte Mach in Oberhof im Grand Prix, der höchsten Wettkampfserie im Sommer. Seine ersten Punktgewinne konnte er hingegen erst wenige Tage später in Oberwiesenthal erzielen, als er nach dem Sprunglauf auf dem zwölften Platz rangierte, ehe er auf der Laufstrecke einige Plätze verlor und schließlich den 27. Platz belegte. Bei den deutschen Meisterschaften Ende Oktober wurde Mach Juniorenmeister. Darüber hinaus erreichte er den 13. Platz im Herren-Einzel und wurde gemeinsam mit Simon Hüttel Elfter im Teamsprint. Im Winter nahm er an Wettbewerben des Alpencups und Continental Cups teil und belegte in den Gesamtwertungen die Ränge 9 und 45. Bei den Nordischen Junioren-Skiweltmeisterschaften in Zakopane wurde er gemeinsam mit Jenny Nowak, Nathalie Armbruster und Tristan Sommerfeldt Junioren-Weltmeister im Mixed-Team. Im Einzel verpasste er als Vierter die Medaillenränge, mit der Staffel wurde er Sechster.
Im Winter 2022/23 nahm er ausschließlich an Continental-Cup-Rennen teil. Sein bestes Resultat stellte der sechste Rang beim Gundersen-Wettbewerb in Eisenerz dar. Zum Abschluss erreichte er gemeinsam mit Richard Stenzel als Dritter im Teamsprint das Podest. Auch in der Saison 2023/24 startete Mach zunächst im Continental Cup und feierte am 13. Januar in Trondheim seinen ersten Sieg. Daraufhin gehörte er zwei Wochen später zur nationalen Gruppe bei den Weltcup-Rennen in Schonach. Am zweiten Wettkampftag erreichte er den 39. Platz und gewann so seine ersten zwei Weltcup-Punkte. Am 24. August 2024 wurde er gemeinsam mit Jenny Nowak, Nathalie Armbruster und Jakob Lange Dritter beim Mixed-Team-Wettbewerb im Grand Prix in Tschagguns.
Mach ging im Winter 2024/25 vorrangig im Continental Cup an den Start. Mitte Januar wurde er für das Wochenende in Schonach ins deutsche Weltcup-Aufgebot berufen und lief auf den 23. Platz.

## Privates
Machs Mutter war als Skilangläuferin aktiv. Seine drei Brüder David Mach, Lucas und Elias sind ebenfalls Nordische Kombinierer. Mach besuchte das Skiinternat Oberstdorf. Mach ist Zollbeamter.

## Erfolge

### Continental-Cup-Siege im Einzel
| Nr. | Datum           | Ort       | Disziplin             |
| --- | --------------- | --------- | --------------------- |
| 01. | 13. Januar 2024 | Trondheim | Gundersen Großschanze |

### Continental-Cup-Siege im Team
| Nr. | Datum         | Ort   | Disziplin              |
| --- | ------------- | ----- | ---------------------- |
| 01. | 15. März 2025 | Lahti | Teamsprint Großschanze |

## Statistik

### Weltcup-Platzierungen
| Saison  | Platz | Punkte |
| ------- | ----- | ------ |
| 2023/24 | 70.   | 002    |
| 2024/25 | 52.   | 049    |

### Grand-Prix-Platzierungen
| Saison | Platz | Punkte |
| ------ | ----- | ------ |
| 2021   | 48.   | 004    |
| 2023   | 09.   | 141    |
| 2024   | 23.   | 065    |

### Continental-Cup-Platzierungen
| Saison  | Platz | Punkte |
| ------- | ----- | ------ |
| 2020/21 | 87.   | 002    |
| 2021/22 | 45.   | 061    |
| 2022/23 | 13.   | 254    |
| 2023/24 | 11.   | 421    |
| 2024/25 | 05.   | 569    |

### Platzierungen beideutschen Meisterschaften
| Jahr und Ort            | Wettbewerb | Wettbewerb |
| Jahr und Ort            | Einzel     | Teamsprint |
| ----------------------- | ---------- | ---------- |
| 2019 Johanngeorgenstadt | 23.        | 11.        |
| 2020 Oberstdorf         | 22.        | 14.        |
| 2021 Oberhof            | 13.        | 11.        |
| 2022 Hinterzarten       | 09.        | 05.        |
| 2023 Klingenthal        | 08.        | –          |